# Плотниковська сільська рада (Каменський район)
Пло́тниковська сільська рада (рос. Плотниковский сельский совет) — сільське поселення у складі Каменського району Алтайського краю Росії.
Адміністративний центр — село Лугове.

## Населення
Населення — 748 осіб (2019; 985 в 2010, 1416 у 2002).

## Склад
До складу сільської ради входять:
| Населений пункт   | Населення, осіб (2002) | Населення, осіб (2010) |
| ----------------- | ---------------------- | ---------------------- |
| Калиновка, селище | 157                    | 79                     |
| Лугове, село      | 1091                   | 824                    |
| Плотниково, село  | 168                    | 82                     |